# Brionvega

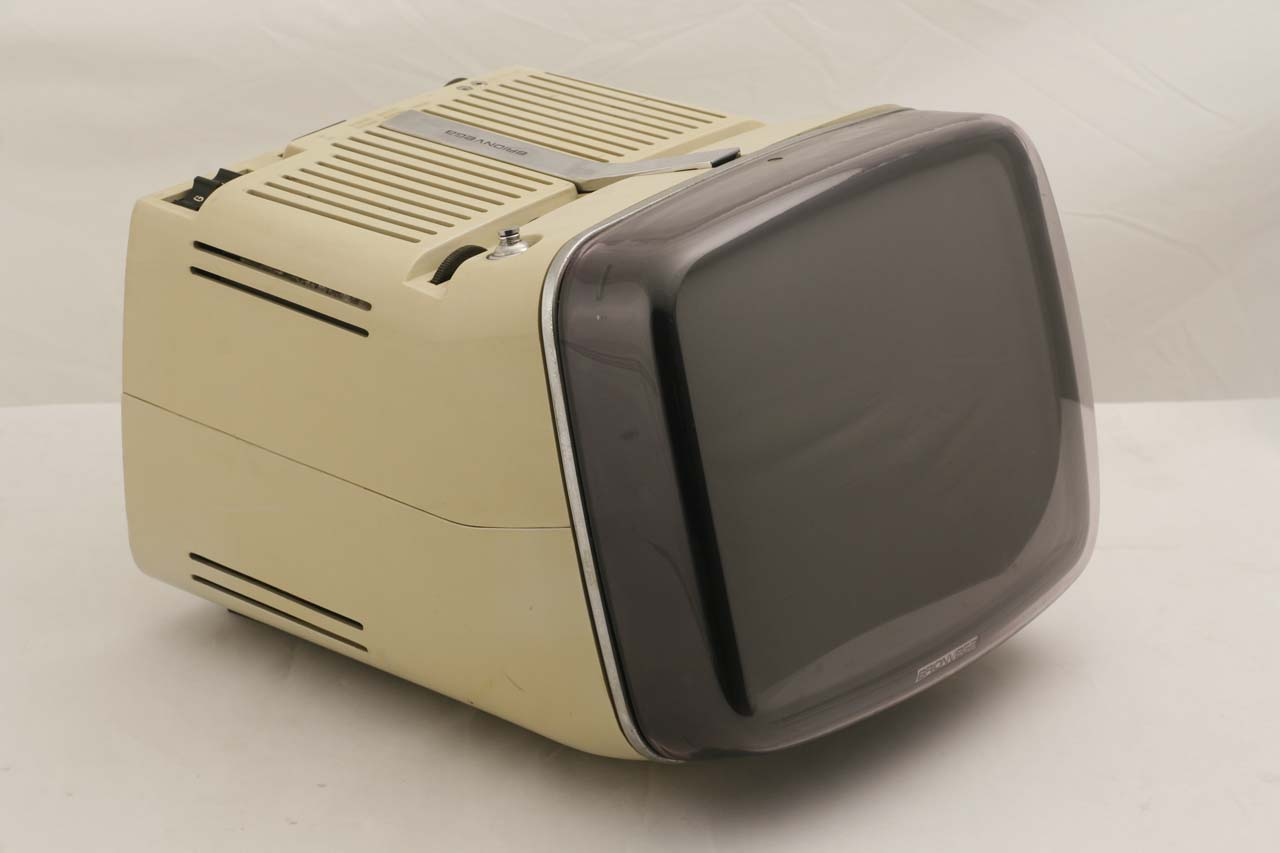
Portabel TV-apparat av modellen Algol11 från 1964

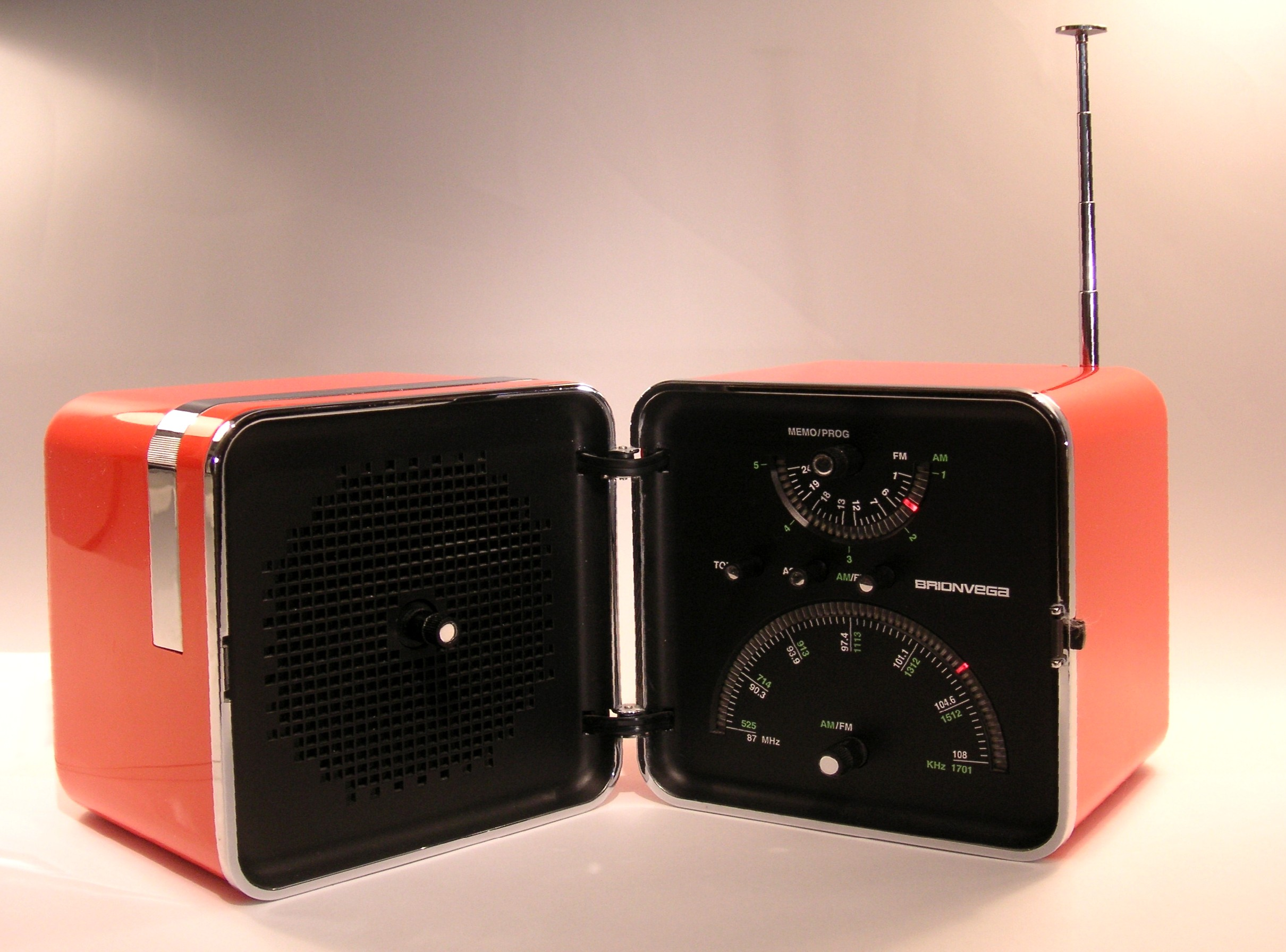
"cubo", retromodellen "TS 522" från 2004

Brionvega är en italiensk tillverkare av radio- och TV-apparater. Brionvega grundades 1945
Företaget är känt för sina designade produkter och har anlitat industridesigners som Mario Bellini, Richard Sapper, Marco Zanuso, bröderna Castiglioni och Ettore Sottsass. Företagets mest kända produkt torde vara den hopfällbara radion TS 502 från 1963, populärt kallad "cubo" och designad av Marco Zanuso och Richard Sapper.